# Cartí Sugdupu
Cartí Sugdupu es una isla y localidad del archipiélago de San Blas, de la comarca indígena panameña de Guna Yala. La localidad es una de las cuatro islas Cartí, que se ubican a 2 kilómetros de la costa panameña.
Se puede llegar a Cartí Sugtupu en barco desde el cercano asentamiento costero de Cartí y el aeropuerto de Cartí, ambos conectados a la principal red de carreteras panameñas. A los otros grupos de islas del archipiélago de San Blas, incluidos Gaigirgordub, Cayos Limones y Cayos Holandeses, se puede llegar en barco-taxi.
La población de la isla, que vivía hacinada, que compartía retretes públicos, que debía ir en bote a prender agua a un río en tierra firme, y donde las calles eran de tierra y sin aceras, está en proceso de trasladarse al continente, donde el gobierno panameño les ha construido casas con servicio eléctrico permanente, con servicio de agua potable entubada a cada casa, con inodoros privados dentro de cada casa, con tierra cultivable en cada casa, con calles asfaltadas y con aceras,  Pese a que algunos plantean que la migración es resultado del calentamiento global, algunos habitantes dicen que la isla siempre se ha inundado en diciembre de cada año, y así lo recuerdan personalmente desde mediados del s. XX.
Los propietarios de las casas abandonadas de Cartí Sugdupu ahora se las prestan a los pobladores de otras islas.

## Deportes
Cartí Sugdupu tuvo un pequeño campo donde los niños podían jugar balompié o baloncesto.  Empero, en 1998, cuando se determinó que el edificio de dos plantas de la escuela era inestable, la comunidad desmanteló el segundo piso y construyó aulas en el pequeño campo.  En el pueblo de reemplazo de Cartí Nuevo, el gobierno les construyó canchas, que los antiguos habitantes de Cartí Sugdupu consideraron una mejora.